# Reischekia papuana
Espèce
Reischekia papuana est une espèce de pseudoscorpions de la famille des Chernetidae.

## Distribution
Cette espèce est endémique de Nouvelle-Guinée occidentale en Indonésie.

## Description
Les mâles mesurent de 1,7 à 1,8 mm.

## Étymologie
Son nom d'espèce lui a été donné en référence au lieu de sa découverte, la Papouasie.

## Publication originale
- Beier, 1965 : Die Pseudoscorpionen Neu-Guineas und der benachbarten Inseln. Pacific Insects, vol. 7, no 4, p. 749-796 (texte intégral).